# 格沃古夫
格沃古夫（波蘭語：Głogów，發音，格洛高）是波兰西南部城市。该镇原本屬于莱格尼察省（1975－98年），1999年後屬于下西里西亚省的格沃古夫縣，是该省第六大城市，人口約6萬人。该市名字出自 ，在波兰语意为山楂。

## 友好城市
截至2021年3月，格沃古夫共与六座城市结为友好城市关系：
- 英国 安伯瓦利（英语：Amber Valley）
- 荷蘭 米德爾堡
- 乌克兰 卡缅涅茨-波多利斯基
- 瑞典 拉霍尔姆市
- 德国 艾森许滕施塔特
- 德国 朗根哈根
- 德国 里萨